# Ninkur
Ninkurra o Ninkur, en la mitología de Mesopotamia (Sumeria, Babilonia y Acadia), era una diosa madre menor, y normalmente figura como hija de Enki y de Ninsar, y madre de Uttu. Ella habría sido seducida por Enki quien, tras verla en el río, preguntó a su visir Isimud si no habría de besar a esa joven y bella señorita. Este le aconseja que sí, que bese a la bella Ninkurra, y le lleva en barco a verla. Enki, la agarra, la besa y vierte semen en su matriz, engendrando a Uttu.